# Rolf Maedel

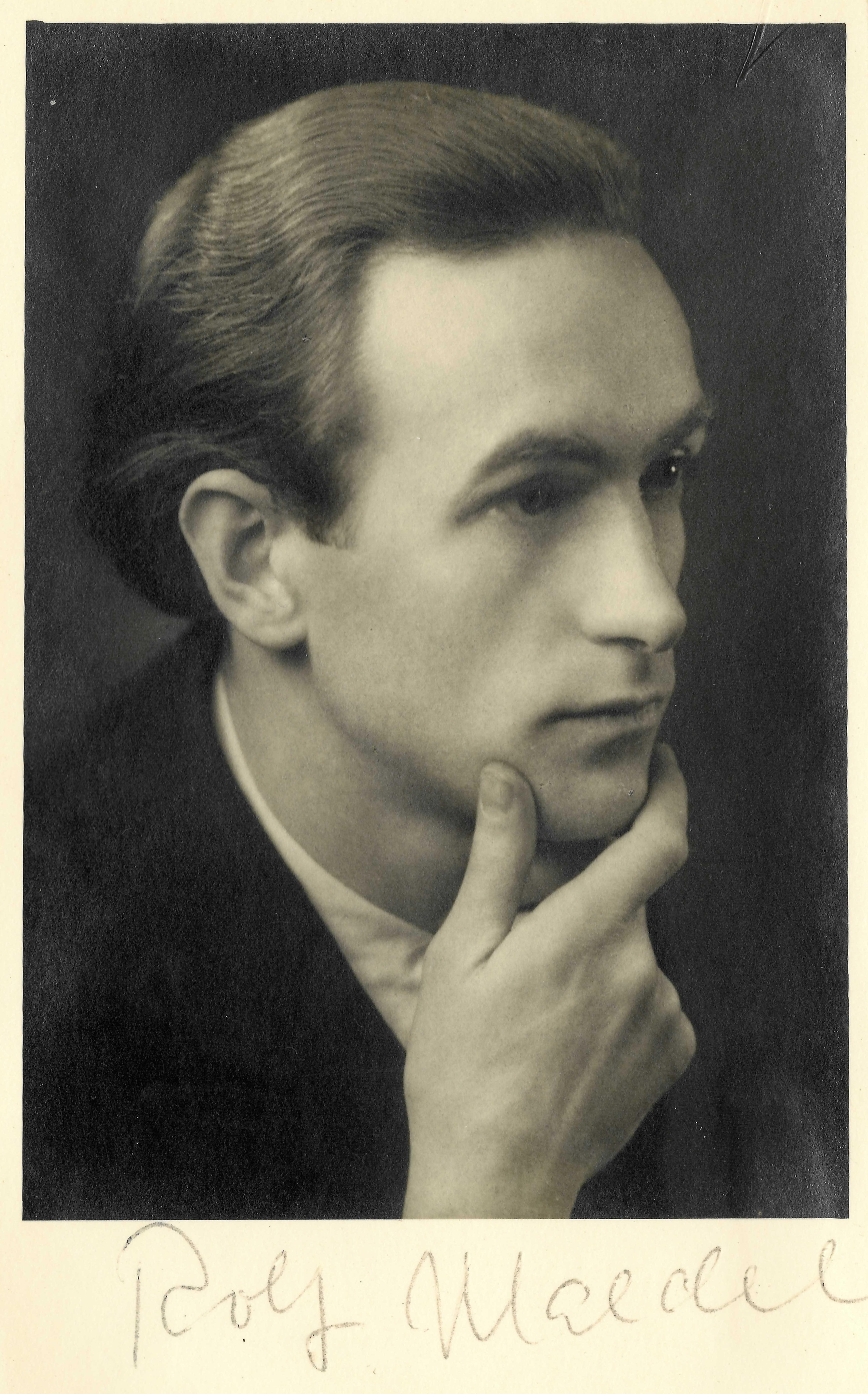
Rolf Maedel (um 1950)

Rolf Maedel (* 17. März 1917 in Berlin; † 9. Jänner 2000 in Salzburg) war ein österreichischer Komponist, Dirigent und Musiktheoretiker. Er entwickelte gemeinsam mit Franz Richter Herf das Ekmelische Tonsystem.

## Leben und Wirken
Rolf Maedel wurde als Sohn eines Büchsenmachers geboren und erhielt ab dem 7. Lebensjahr Klavierunterricht. Er absolvierte 1936 das Abitur an der Humboldt-Schule Berlin und besuchte bis 1937 das Klindworth-Scharwenka-Konservatorium. Danach studierte er an der Staatlichen Akademischen Hochschule für Musik bei den Professoren W. Wolf (Klavier), K. Thomas (Chorleitung), W. Gmeindel (Dirigieren) und E. Pepping (Komposition) und machte 1938 die Musiklehrerprüfung in Klavier und Chorleitung. Während seiner Militärzeit nahm er auch an sogenannten Wehrmachtstourneen teil, wovon eine durch Salzburg führte. Aufgrund deren Erfolgs wurden ihm zwei Studienurlaube am Mozarteum in Salzburg ermöglicht, wo er bei Clemens Krauss, Walter Lampe, Friedrich Frischenschlager und Meinhard Zeilinger bis 1943 studierte.

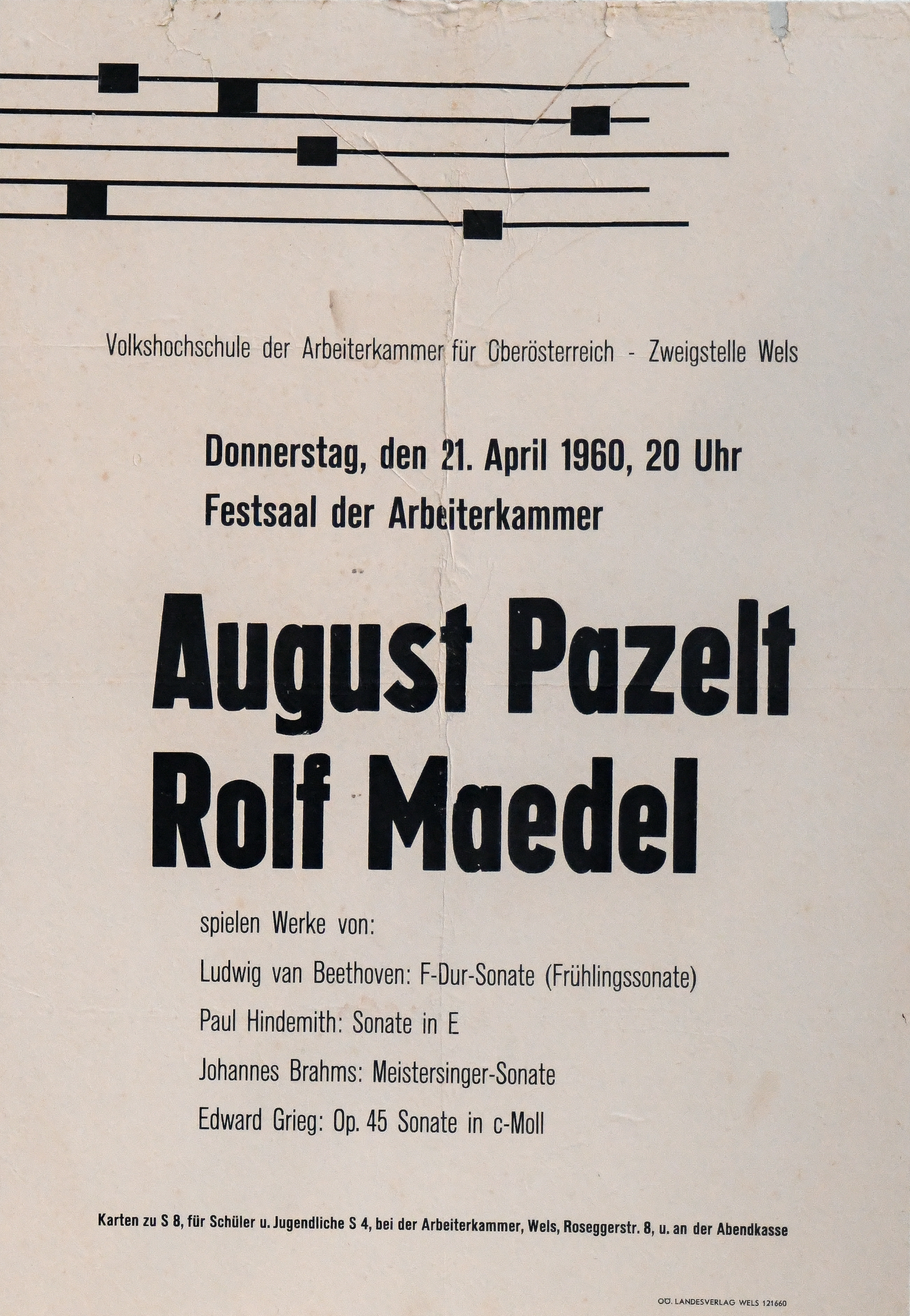
Konzertankündigung August Pazelt und Rolf Maedel 1960

Nach dem Krieg war Rolf Maedel zunächst freischaffender Künstler. Unter dem Eindruck von Johann Nepomuk David entstanden in dieser Zeit eine große Zahl von Klavier- und Kammermusikkompositionen und Lieder. Er war freier Mitarbeiter beim RWR (als Solist, Begleiter und Hörspielkomponist) und unternahm mehrere Tourneen und Konzertreisen durch Europa, als Lied- und Instrumentalbegleiter, als Mitglied des Salzburger Kammertrios, als Dirigent und als Assistent von Bernhard Paumgartner. 1947 wurde er als Vertragslehrer ans Mozarteum berufen, ab 1950 war er musikalischer Leiter des von Bernhard Paumgartner gegründeten Opernstudios. 1962 wurde er zum Professor, 1974 zum außerordentlichen und 1976 zum ordentlichen Hochschulprofessor ernannt und emeritierte 1987.
Ab 1970 widmete er sich gemeinsam mit Franz Richter Herf der Erforschung und Systematisierung der Mikrotöne. Dies führte zur Entwicklung der Ekmelischen Musik. 1972 war er Mitbegründer des Institutes für Musikalische Grundlagenforschung und 1981 der Gesellschaft für Ekmelische Musik (später Internationale Gesellschaft für Ekmelische Musik).

## Wesentliche Werke
- Trio für Violine, Violoncello und Klavier in d, 1947
- Sonate für Violoncello und Klavier in d, 1951
- Fünf ernste Gesänge, nach Christian Morgenstern, 1957
- Trio für Flöte, Englischhorn und Harfe, 1957
- Streichquartett in C, 1959
- Konzert für Cembalo und Streichorchester, 1963
- Intrada. In: memoriam Franz Richter Herf, 3 Trompeten, 3 Posaunen, 1991
- Konzert für Gambe und Streichorchester in C, 1965

## Publikationen
- Rolf Maedel, Franz Herf: Ekmelische Musik. Möglichkeiten der Erweiterung unseres Tonsystems. Sonderdruck des Institutes für musikalische Grundlagenforschung an der Hochschule für Musik und darstellende Kunst „Mozarteum“ in Salzburg. Salzburg Juni 1972.
- Rolf Maedel: Das transzendentale Tonsystem. In: Schriften der Hochschule Mozarteum. Nr. 1. Katzbichler, München/Salzburg 1975.
- Rolf Maedel, Franz Richter Herf: Ekmelische Musik. In: Schriften der Hochschule Mozarteum. Nr. 4. Katzbichler, München/Salzburg 1977, ISBN 3-87397-473-8.
- Rolf Maedel: Mikrotöne. Aufbau, Klangwert, Beziehungen. Edition Helbling, Innsbruck/Neu-Rum 1983.
- Rolf Maedel, Franz Richter Herf: Ekmelische Musik. Edition Helbling, Innsbruck/Neu-Rum 1983.
- Rolf Maedel: Mikrotonale Funktionsmodelle. In: Franz Richter Herf (Hrsg.): Mikrotöne I. Bericht über das internationale Symposium, Mikrotonforschung, Musik mit Mikrotönen, Ekmelische Musik, 10.–12. Mai 1985 in Salzburg. Edition Helbling, Innsbruck/Neu-Rum 1986, ISBN 3-900590-01-X, S. 185–189.
- Transformation. In: Franz Richter Herf (Hrsg.): Mikrotöne II. Bericht über das internationale Symposium, Mikrotonforschung, Musik mit Mikrotönen, Ekmelische Musik, 22.–24. Mai 1987 in Salzburg. Edition Helbling, Innsbruck/Neu-Rum 1988.
- Erweiterung der traditionellen Funktionstheorie auf Mikrotonbereiche. In: Horst-Peter Hesse (Hrsg.): Mikrotöne IV. Bericht über das internationale Symposium, Mikrotonforschung, Musik mit Mikrotönen, Ekmelische Musik, 2.–5. Mai 1991 in Salzburg. Musikedition Nymphenburg, München 1993.
- Zurück zu den Quellen. Beziehungen zwischen Tonsystemen – ein Vergleich. In: P. Neubäcker und Freies Musikzentrum München (Hrsg.): Harmonik und Glasperlenspiel 1993. 1994.